# Збігнєв Вуйцик
Збігнєв Станіслав Вуйцик (пол. Zbigniew Stanisław Wójcik, 29 жовтня 1922, м. Варшава — 22 березня 2014, там само) — польський історик.

## Біографія
Народився в м. Варшава. Там же закінчив гімназію і ліцей ім. Стефана Баторія. За часів гітлерівської окупації відвідував студії в таємному Варшавському університеті. Належав до угруповання «Ломбард». 1944–47 навчався в Люблінському католицькому і Варшавському університетах. Ступінь магістра отримав за працю «Політика Рудольфа II щодо козацтва 1594—1595», написану під керівництвом професора В.Томкєвича, котрий також висунув його кандидатуру на звання доктора, яке той дістав 1950 за працю «Україна в 1660—1663 рр.». 1947–48 — співробітник Державного музею в Нєборові, 1948–61 — Головного архіву давніх актів у Варшаві, згодом — Дирекції державних архівів. 1960 габілітований (на право викладання) у Варшавському університеті на підставі праці «Андрусівський трактат 1667 року і його генеза» (1959). Від 1959 працював в Інституті історії Польської АН, від 1971 — на посаді професора. Архівні пошуки проводив у СРСР, Франції, Великій Британії, Австрії. 1972 викладав у Гарвардському, а 1979 — Колумбійському університетах (обидва — США). Брав участь у міжнародних конгресах і конференціях у Флоренції (1956), Софії (1963), Сан-Франциско (1975).
Почесний доктор із правознавства, член-кореспондент Польської академії знань, Української академії мистецтв і науки (США), Інституту Юзефа Пілсудського в Нью-Йорку та ін. Дослідження В. присвячені проблемам загальної і польської історії 16–18 ст., передовсім історії міжнародних взаємин у Східній Європі, польсько-українських, російських і татарських стосунків. Автор багатьох книг і кількох сотень наукових публікацій. Монографія «Дике Поле у вогні. Про козаччину в давній Речі Посполитій» (1960, 1961, 1968) ознаменувала перелом у польській історіографії польсько-українських стосунків, завдяки широкій, різнобічній та об'єктивній ретроспективі генези пізніших конфліктів між двома народами. Інші праці: «Historia powszechna XVI—XVII w.» (1968; 1973; 1979; 1991; 1995); «Dzieje Rosji» 1533—1801 (1971; 1981); «Jan Sobieski» (1983; 1994); «Jan Kazimierz Waza» (1997).